# Ihab Kareem
Ihab Kareem (26 stycznia 1981 – 20 lutego 2007, Bagdad) – piłkarz iracki, grający na pozycji pomocnika.
Był graczem klubu Al-Sinaa, grającego w irackiej ekstraklasie. Był także członkiem irackiej kadry U–17.
14 lutego 2007 roku piłkarz został poważnie ranny w zamachu w Bagdadzie, w którym zginęło około 80 osób, a jego klubowy kolega Ahmed Naser stracił nogę. Ten piłkarski wątek zamachu nagłośniła Asian Football Confederation, dzięki czemu wiadomość ta dotarła do światowych mediów. Piłkarz zmarł 20 lutego w szpitalu Al Kendi Hospital.